# Ampelion
Ampelion is een geslacht van vogels uit de familie cotinga's (Cotingidae). Het geslacht telt twee soorten.

## Soorten
- Ampelion rubrocristatus – Roodkuifcotinga
- Ampelion rufaxilla – Roodkopcotinga